# Festiwal Piosenki Neapolitańskiej
Festiwal Piosenki Neapolitańskiej (wł. Festival della Canzone Napoletana; w skrócie Festival di Napoli) – jeden z najstarszych w Europie festiwali piosenki, poświęcony pieśni neapolitańskiej, organizowany w Neapolu w latach 1952–1970, kilkakrotnie nieoficjalnie wznawiany w latach późniejszych.

## Tło
Poprzednikiem Festiwalu Piosenki Neapolitańskiej był Festival Napoletano, zorganizowany w San Remo w kwietniu 1932 roku z inicjatywy grupy poetów i muzyków neapolitańskich, której przewodniczyli Ernesto Murolo i Ernesto Tagliaferri; pierwszy z nich został dyrektorem muzycznym, a drugi poprowadził orkiestrę. Celem imprezy był przegląd piosenek wykonywanych przez najbardziej znanych artystów tamtych czasów. Festival Napoletano nie przypominał konkursów piosenkarskich organizowanych w latach 50.; prezentowane w jego ramach piosenki nie były premierowe (co jest regułą festiwali do dziś), ale były już one wcześniej spopularyzowane na lokalnych przeglądach muzycznych. Spośród 23 zaprezentowanych piosenek 10 było autorstwa spółki Murolo-Tagliaferri: „Adduormete cu’ mme”, „Ammore canta”, „E ddoie catene”, „Int’a n’ora Dio lavora”, „Napule”, „Napule ca se ne va”, „’Nbraccio a mme”, „’O cunto ’e Mariarosa”, „Paraviso e fuoco eterno” i „Voce ’e chitarre”. Obok nich znalazły się również znane klasyczne pieśni neapolitańskie jak „’O sole mio” czy „Torna a Surriento”. Piosenki wykonywali zarówno soliści jak i chóry (z udziałem aktorów i tancerek na scenie).

## Historia
Sukces Festiwalu Piosenki Włoskiej w San Remo w 1951 roku wywołał oddźwięk na południu Włoch. W 1952 roku z inicjatywy Rai – Radiotelevisione italiana zorganizowany został pierwszy przegląd piosenki neapolitańskiej, dzięki któremu aż do jego ostatniej edycji (w 1970 roku) popularność zyskało wiele pieśni neapolitańskich. Jako oficjalne miejsce festiwalu wybrano Teatro Mediterraneo di Napoli, chociaż niektóre jego edycje odbywały się też inne teatrach, jak Politeama czy Delle Palme. Wiele piosenek wylansowanych na festiwalu odniosło, po przetłumaczeniu, sukces na całym świecie (między innymi: „Desiderio ’e sole”, „Sciummo”, „Guaglione”,„Indifferentemente”, „Tu si ’na cosa grande”); inne stały się punktem wyjścia do realizacji szeregu filmów („Lazzarella”, „Napule sole mio”, „Cerasella”, „Tuppe tuppe mariscià”) lub komedii muzycznych („Ciente catene”, „A mamma”, „Malinconico autunno”, „Che chiagne a ffa”). Zasadą Festiwalu Piosenki Neapolitańskiej, która towarzyszyła mu przez cały okres jego trwania (z wyjątkiem piątej edycji w 1957 roku), było podwójne wykonanie każdej piosenki biorącej udział w konkursie, aby publiczność miała możliwość wyboru między dwiema interpretacjami. Festiwal zyskał prestiż dzięki uczestnictwu w nim tak znaczących artystów jak: Ornella Vanoni, Domenico Modugno, Claudio Villa, Renato Rascel, Nilla Pizzi, Johnny Dorelli, Carla Boni, Gino Latilla, Achille Togliani, Luciano Virgili, Luciano Tajoli, Jula De Palma, Iva Zanicchi, Teddy Reno, Betty Curtis, Flo Sandon’s, Giorgio Consolini, Teo Teocoli, Oreste Lionello, Wilma De Angelis, Wilma Goich, Carmen Villani, Don Backy, Tony Dallara, Sergio Bruni, Mario Trevi, Mario Abbate, Franco Ricci. Absolutnym rekordzistą osiemnastu edycji Festiwalu Piosenki Neapolitańskiej jest Aurelio Fierro, który wygrał 5 razy; wśród kobiet po 2 zwycięstwa zanotowały Maria Paris i Mirna Doris. Rekord ilości występów należy do Nunzio Gallo (15 razy), a spośród piosenkarzy nie neapolitańskich – do Achille Toglianiego (6 razy).

## Zwycięzcy
| Rok  | Wykonawca                                      | Utwór                        |
| ---- | ---------------------------------------------- | ---------------------------- |
| 1952 | Nilla Pizzi, Franco Ricci                      | „Desiderio ’e sole”          |
| 1953 | Festiwal nie odbył się                         | Festiwal nie odbył się       |
| 1954 | Achille Togliani, Tullio Pane                  | „Suonno d'ammore”            |
| 1955 | Maria Paris, Gino Latilla i Carla Boni         | „E stelle ’e Napule”         |
| 1956 | Aurelio Fierro, Grazia Gresi                   | „Guaglione”                  |
| 1957 | Marisa Del Frate                               | „Malinconico autunno”        |
| 1958 | Aurelio Fierro, Nunzio Gallo                   | „Vurria”                     |
| 1959 | Teddy Reno, Fausto Cigliano                    | „Sarrà chi sa?”              |
| 1960 | Flo Sandon’s, Ruggero Cori                     | „Serenata ’a Margellina”     |
| 1961 | Betty Curtis, Aurelio Fierro                   | „Tu si’ ’a malincunia”       |
| 1962 | Gloria Christian, Sergio Bruni                 | „Marechiaro Marechiaro”      |
| 1963 | Claudio Villa, Maria Paris                     | „Jammo jà”                   |
| 1964 | Domenico Modugno, Ornella Vanoni               | „Tu sì ’na cosa grande”      |
| 1965 | Tony Astarita, Aurelio Fierro                  | „Serenata all’acqua ’e mare” |
| 1966 | Robertino Loreti, Sergio Bruni                 | „Bella”                      |
| 1967 | I Balordi, Nino Taranto                        | „O matusa”                   |
| 1968 | Tony Astarita, Mirna Doris                     | „Core spezzato”              |
| 1969 | Aurelio Fierro, Mirna Doris                    | „Preghiera ’a ’na mamma”     |
| 1970 | Gianni Nazzaro, Peppino di Capri & New Rockers | „Me chiamme ammore”          |